# Corrales, Novi Meksiko
Corrales je selo u okrugu Sandovalu u američkoj saveznoj državi Novom Meksiku. Prema popisu 2010. u Corralesu je živjelo 8 329 stanovnika. Dio je metropolitanskog statističkog područja Albuquerquea.
Selo se bori očuvati ruralne osobine, s obzirom na to da ga okružuju brzo rastući gradovi Rio Rancho i Albuquerque Corrales se našao na 19. mjestu CNN Moneyeve liste 100 najboljih mjesta za život 2007. godine.
U Corralesu živi bivši američki senator Fred Harris iz Oklahome, koji se neuspješno kandidirao za predsjednika SAD 1976. kao kandidat Demokratske stranke. Politički konzultant i voditelj kampanje Harrisova takmaca Cartera, Timothy Kraft, nekad je živio u Corralesu.

## Zemljopis
Selo se nalazi u blizini Rio Grandea, zbog čega je ovo selo osnovano u poljoprivredne svrhe. Nalazi se na 35°14′5″N 106°37′5″W / 35.23472°N 106.61806°W (35.234838, -106.618183). Prema Uredu SAD-a za popis stanovništva, zauzima 29 km2 površine, od čega 28 suhozemne.
Bosque, galerijska šuma duž Rio Grandea nalazi se na istočnom rubu sela. Utočište je mnogim divljim životinjama i biljkama.
Do 2005. dio sela nalazio se u dvama okruzima, Bernalillu i Sandovalu. Posebnim izborima pripojen je dio Corralesa iz Bernalilla onom iz Sandovala, tako da je danas cijelo u jednom okrugu.

## Vanjske poveznice
- Službena stranica